# 楊超声
楊 超声（よう ちょうせい、ピン音:Yang Chaosheng, 1993年7月22日 - ）は、中華人民共和国・広東省東莞市出身のサッカー選手。中国サッカー・甲級リーグ・長春亜泰足球倶楽部所属。ポジションはフォワード。

## 来歴

### クラブ

#### 遼寧宏運
2014年、広州恒大から遼寧宏運へ期限付き移籍した。
2016年、武漢卓爾にレンタル移籍した。
2019年2月、長春亜泰足球倶楽部に移籍した。

## 所属クラブ
ユース経歴
- Dongguan Nancheng

プロ経歴
- 2011年 - 2012年  Dongguan Nancheng
- 2013年 - 2018年  広州恒大足球倶楽部
  - 2014年 - 2015年 → 遼寧足球倶楽部 (期限付き移籍)
  - 2016年 → 武漢卓爾足球倶楽部 (期限付き移籍)
- 2019年 - 長春亜泰足球倶楽部